# Ястров, Герман
Герман Ястров (нем. Hermann Jastrow; 29 октября 1849, Накель (ныне Накло-над-Нотецью, Польша) — 1916) — германский юрист. Брат Игнаца Ястрова, двоюродный брат Морриса Ястрова.
Окончил Берлинский университет. Жил и работал в Берлине. В 1873 году получил место стажёра в суде, в 1879 году стал судьёй первой инстанции, а в 1891 году — окружным судьёй, впоследствии был тайным советником. Считался крупным правоведом своего времени.
Основные труды:
- «Rechtsgrundsätze der Entscheidigungen des Kammergerichts» (Берлин, 1889—1892; 2-е издание — 1895);
- «Die allgemeine Gerichtsordnung» (там же, 1891);
- «Handbuch für amtsrichterliche Geschäfte» (там же, 1893);
- «Das Recht der Frau nach dem bürgerlichen Gesetzbuche» (там же, 1897);
- «Gesetze über die freiwillige Gerichtsbarkeit» (там же, 1898; 3-е издание — 1902);
- «Recht der unehelichen Kinder» (там же, 1901).